# Wildpark Gersfeld
Koordinaten: 50° 26′ 31″ N, 9° 56′ 0″ O
Der Wildpark Gersfeld (auch Hochwildschutzpark Ehrengrund genannt) ist ein Wildpark in der hessischen Rhön, etwa einen Kilometer südöstlich von Gersfeld an der Stecheller im Ehrengrundtal. Er befindet sich auf etwa 550 m ü. NHN, wurde im Juli 1972 eröffnet und zählt zu den natürlichsten Wildparks in Deutschland. Die Anlage ist eingebettet in einen Nadel- und Mischwald und wird jährlich von etwa 60.000 Personen besucht. Der Tierpark zieht sich im tief eingeschnittenen Ehrengrund etwa einen Kilometer nach Südosten hin und ist über einen kleinen und großen Rundweg begehbar. Das Tal steigt bis zum Parkende auf etwa 600 Meter über Normalnull an und ist vom Simmelsberg (843 Meter über Normalnull), Himmeldunkberg (888 Meter über Normalnull), von der Hohen Hölle (894 Meter über Normalnull) und dem Kesselstein (800 Meter über Normalnull) eingerahmt.

## Beschreibung

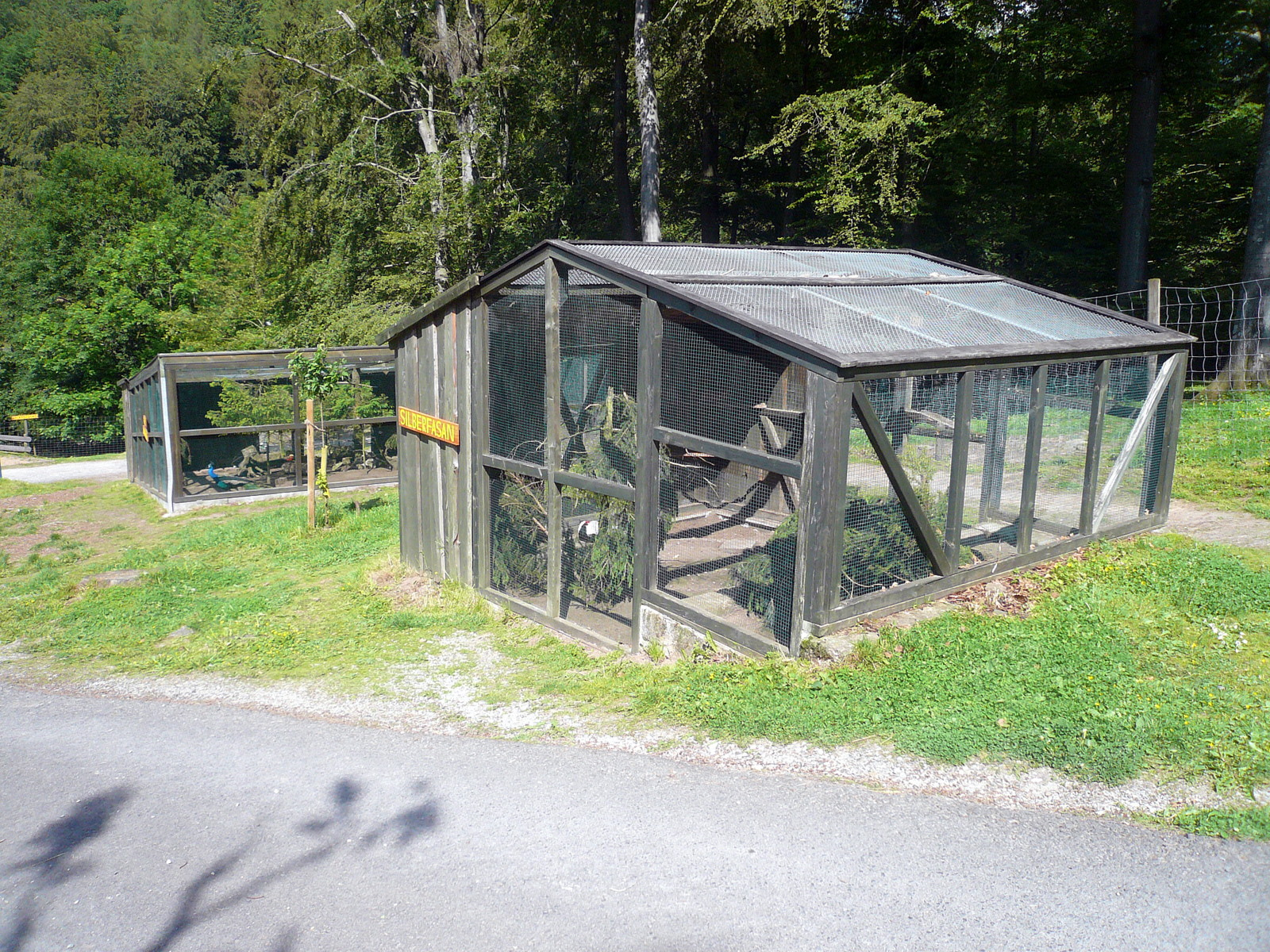
Tierkäfige

Der ganzjährig geöffnete Wildpark hat eine Fläche von 50 Hektar, auf der in weitläufigen Anlagen etwa 150 Tiere aus ungefähr 25 Arten gehalten werden. Zu sehen sind hauptsächlich europäische Wildtierarten. Auf ausgedehnten Wald- und Wiesenflächen leben Dam-, Rot- und Rehwild, Muffel-, Sika-, Dybowski-, eine Unterart des Sikahirsch, und Wildschweine, Gämsen und Steinböcke. In der Parkanlage gibt es einen Kinderspielplatz, ein Streichelgehege mit Ziegen und einen gastronomischen Betrieb. Alle Wege sind rollstuhlgerecht ausgebaut. Im mittleren Parkteil wurde der Ehrenbach auf einer Holzbrücke in Fachwerkbauweise überquert. Diese wurde, da eine Renovierung zu teuer war, 2011  abgerissen und der mittellange von drei Rundwegen etwas verlängert. Auf einem etwa 6000 Quadratmeter großen Teich zeigen sich Wildvögel und Flugwild. Im Jahre 2008 wurde eine Voliere mit Schneeeulen eröffnet und junge Füchse in einem 200 Quadratmeter großen Gehege angesiedelt. Seit 2011 gibt es eine Voliere mit Birkwild, das in der Rhön vom Aussterben bedroht ist. Bei den gehaltenen Tieren handelt es sich um Zuchtvögel, die Voliere ist vom Biosphärenreservat Rhön mitfinanziert worden. Im Herbst 2012 ist ein, ebenfalls vom Biosphärenreservat gefördertes, Biotop für Fischotter hinzukommen.
Im Eingangsbereich des Wildparks befinden sich Käfige für Waschbären, Pfauen und Fasane. Seit dem Jahre 2013 gibt es im Park einen Denk-Pfad(R) für den Geist mit 13 Informationstafeln.
Seit einiger Zeit ist auch eine Gruppe Wisente zu sehen. In einem begehbaren Wildgatter können Besucher, ohne Trennung durch einen Zaun, direkten Kontakt zu den dort gehaltenen Damtieren aufnehmen und diese auch aus der Hand fressen lassen.

## Bilder

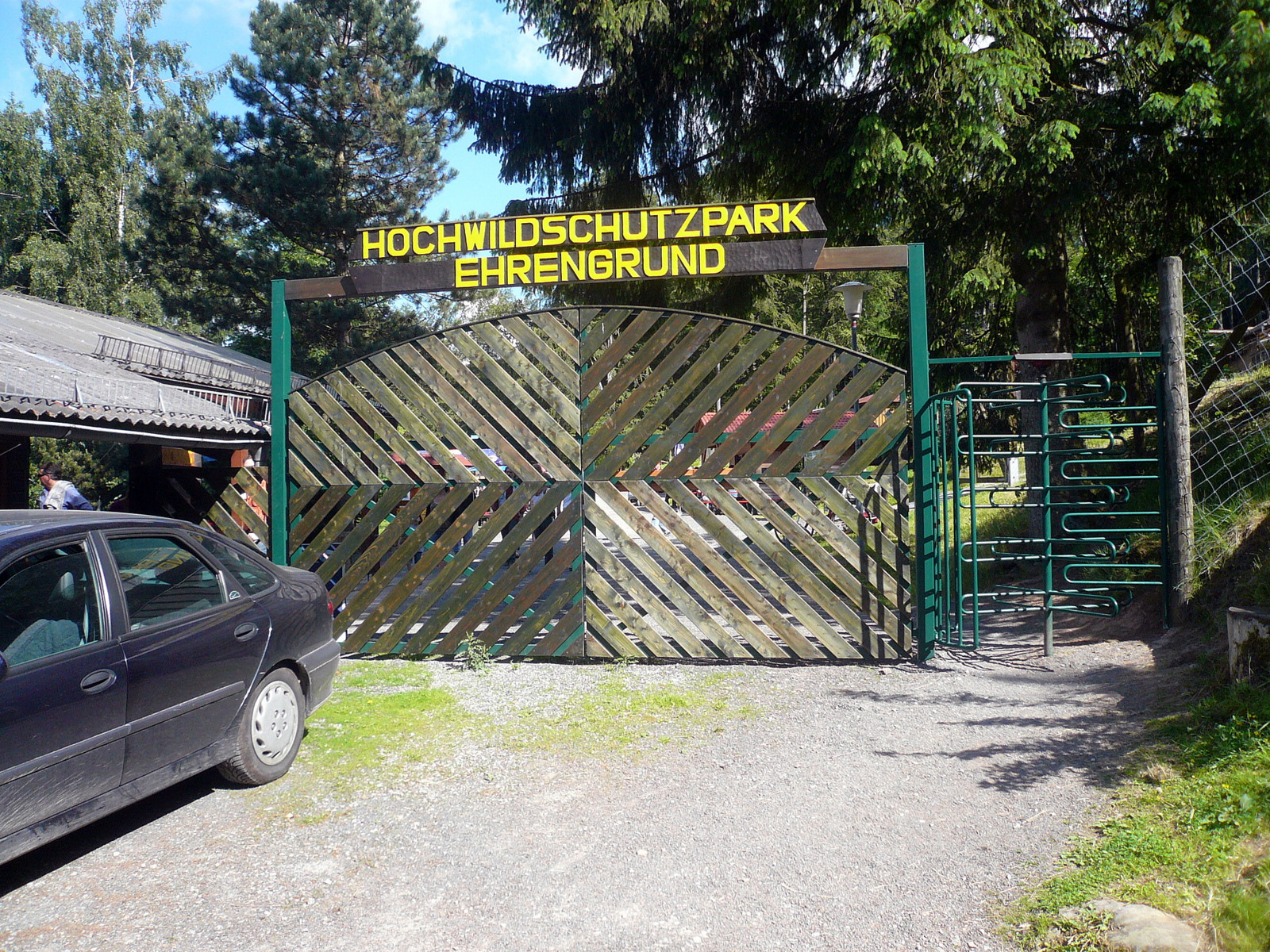
Eingang
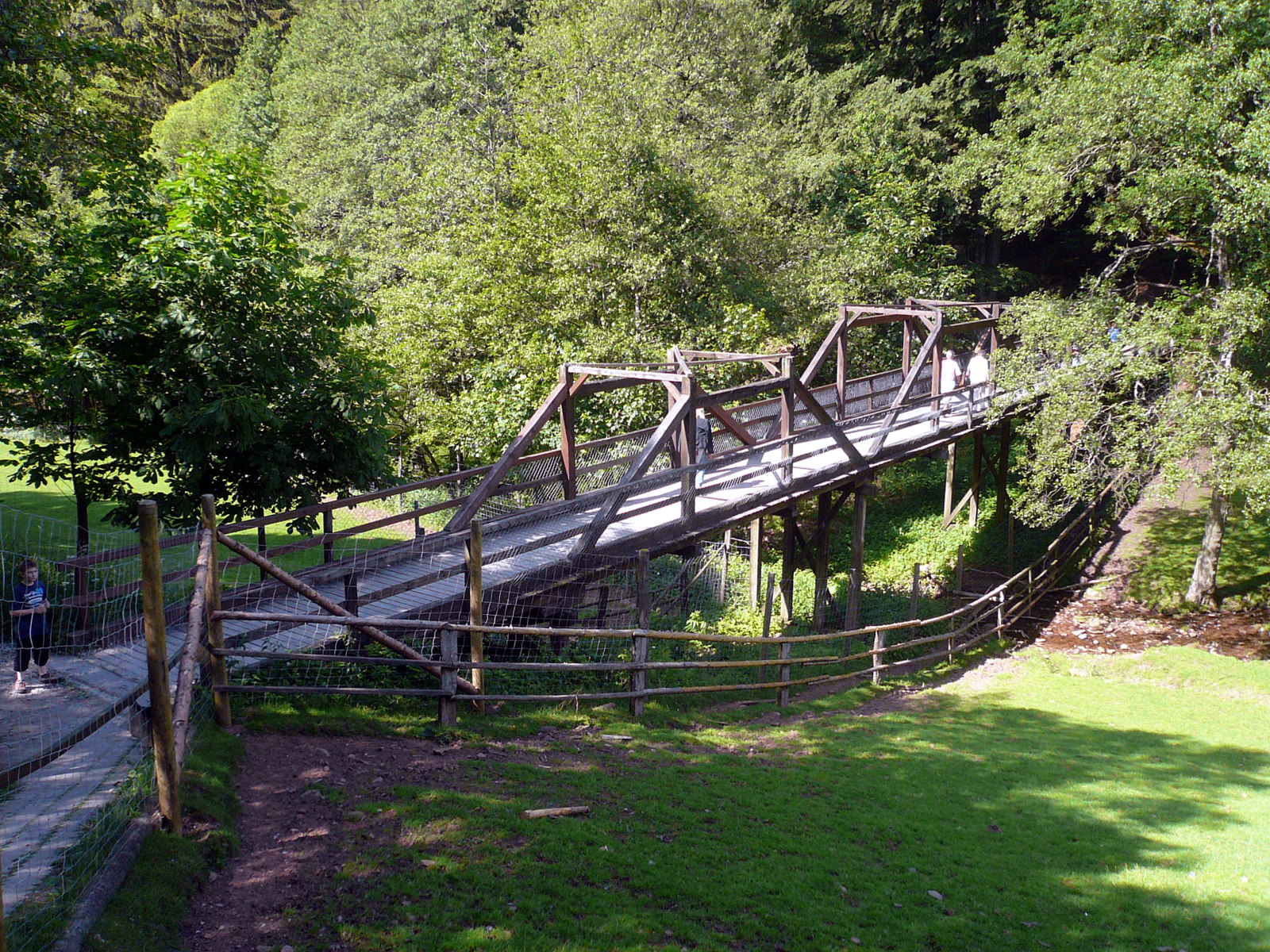
Brücke
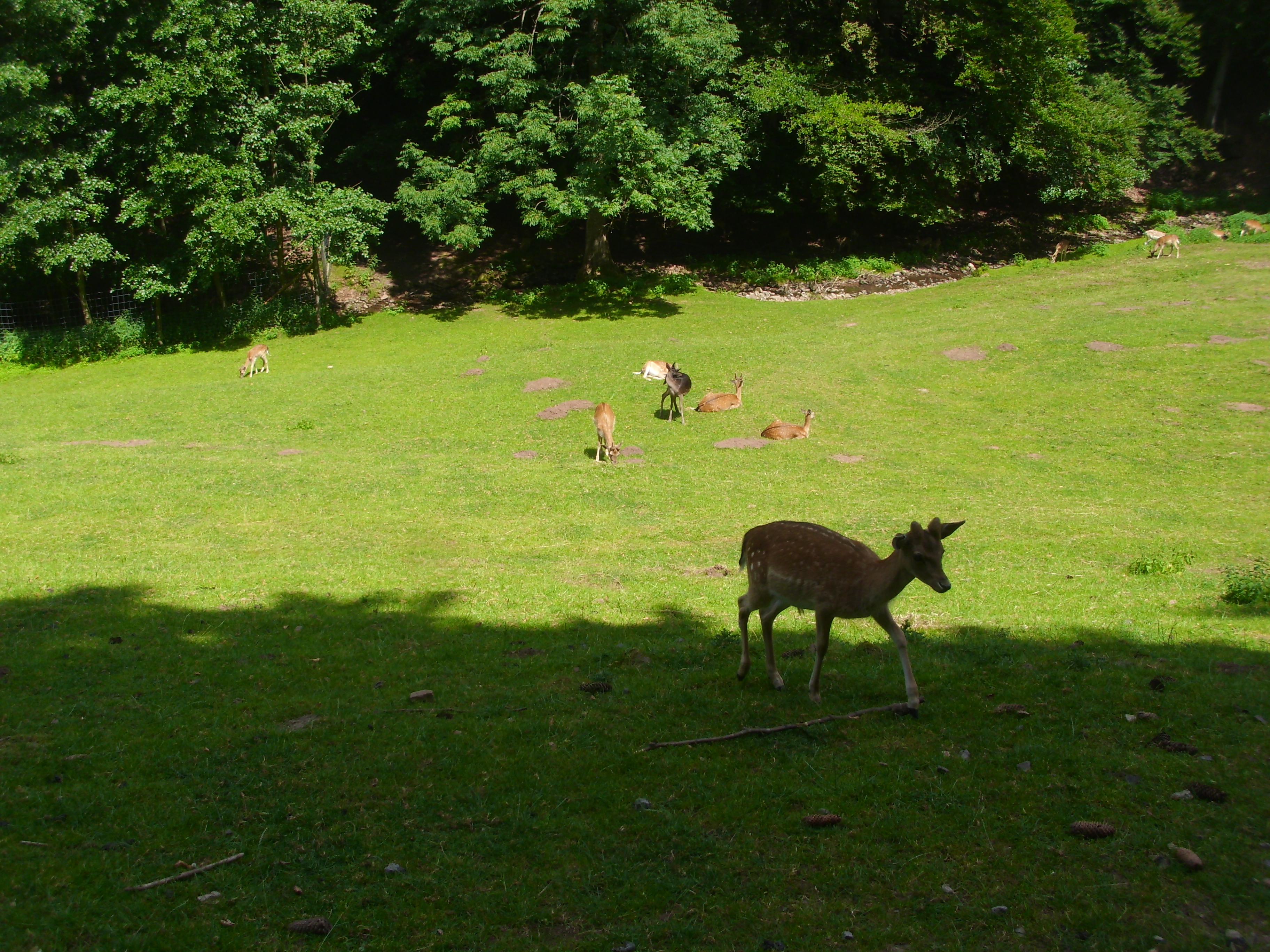
Freigehege
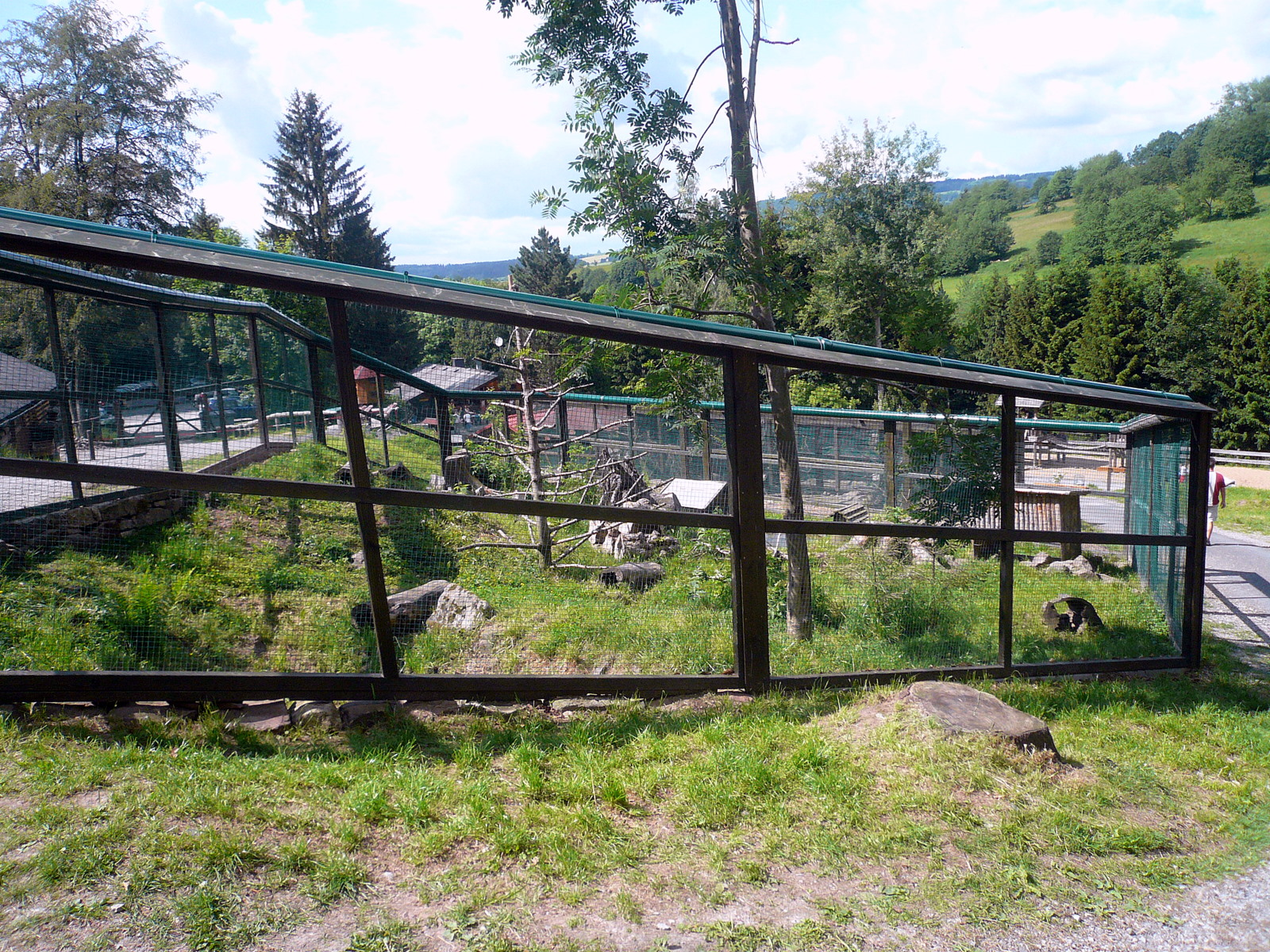
Käfig
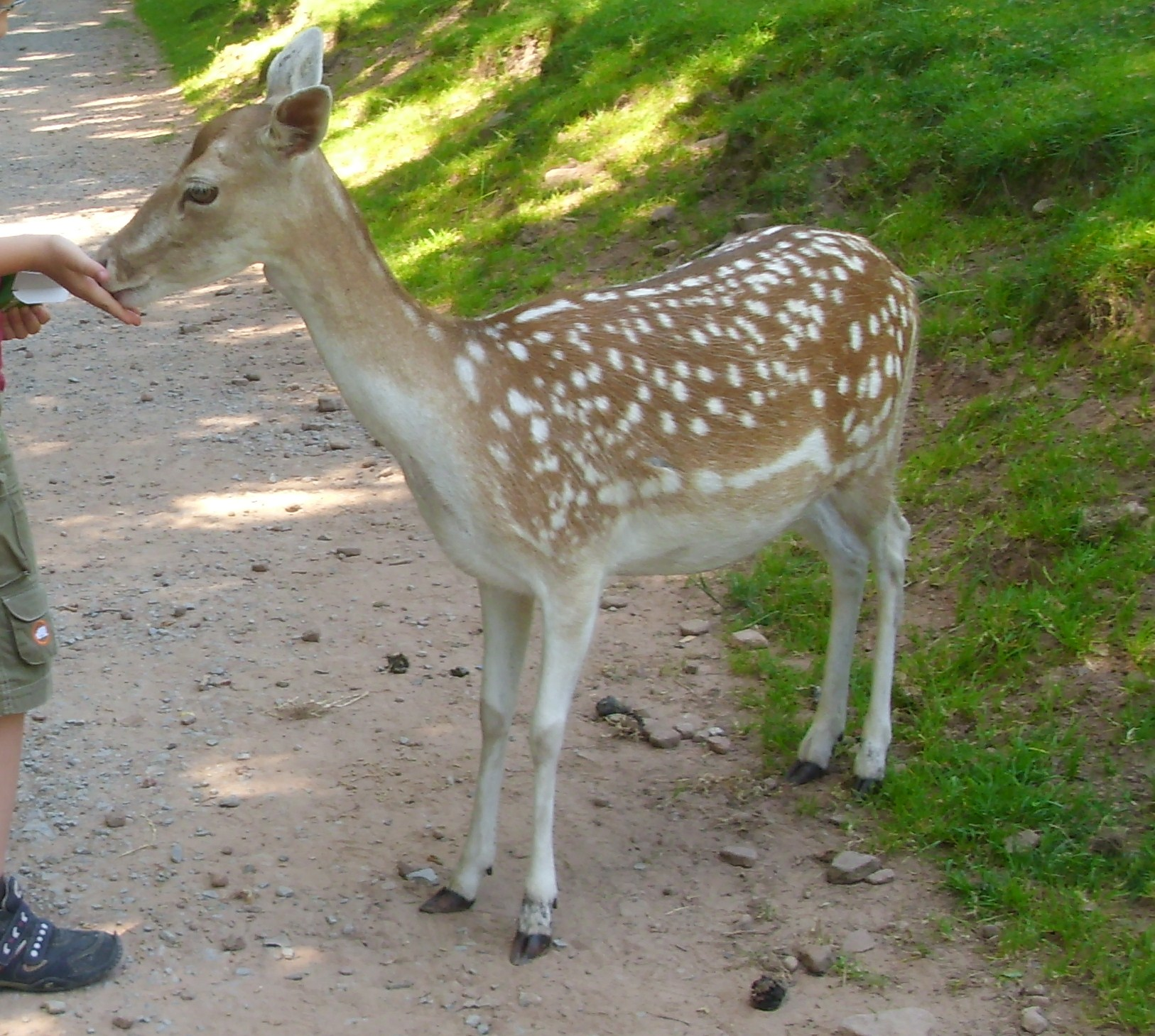
Begehbares Gehege